# Great Baddow
Great Baddow – wieś i civil parish w Anglii, w hrabstwie Essex, w dystrykcie Chelmsford. Leży 3 km na południowy wschód od miasta Chelmsford i 50 km na północny wschód od Londynu. W 2011 roku civil parish liczyła 14 650 mieszkańców. Great Baddow jest wspomniana w Domesday Book (1086) jako Baduuen.